# 阿纳尔多·本费纳蒂
阿纳尔多·本费纳蒂（義大利語：Arnaldo Benfenati，1924年5月26日—1986年6月9日），意大利男子自行车运动员。他曾代表意大利参加1948年夏季奥林匹克运动会自行车比赛，获得男子团体追逐赛银牌。